# Секувко
Секувко (пол. Siekówko) — село в Польщі, у гміні Пшемент Вольштинського повіту Великопольського воєводства.
Населення — 438 осіб (2011).
У 1975-1998 роках село належало до Лешненського воєводства.

## Демографія
Демографічна структура станом на 31 березня 2011 року:
|          | Загалом | Допрацездатний вік | Працездатний вік | Постпрацездатний вік |
| -------- | ------- | ------------------ | ---------------- | -------------------- |
| Чоловіки | 230     | 49                 | 156              | 25                   |
| Жінки    | 208     | 38                 | 120              | 50                   |
| Разом    | 438     | 87                 | 276              | 75                   |